# Tephrosia viguieri
Tephrosia viguieri är en ärtväxtart som beskrevs av Du Puy och Jean-Noël Labat. Tephrosia viguieri ingår i släktet Tephrosia och familjen ärtväxter. Inga underarter finns listade i Catalogue of Life.